# Vasko Popa

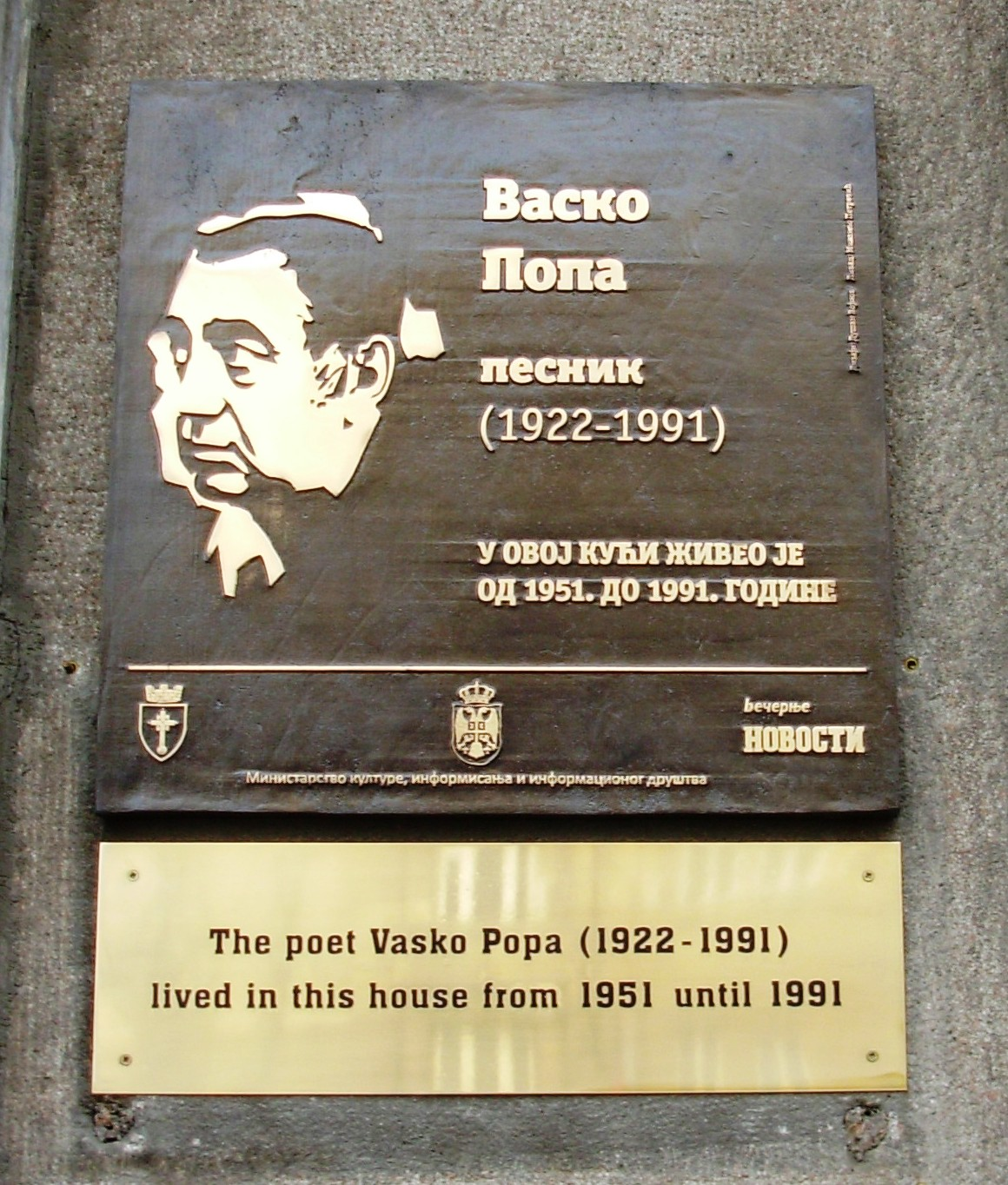
Васко Попа

Vasko Popa, cirílico sérvio: Васко Попа, (Grébenatz, atual Sérvia, Voivodina, 29 de junho de 1922 — Belgrado, 5 de janeiro de 1991), foi um dos mais representativos poetas da Iugoslávia, muito reconhecido na Europa, e admirado por poetas e teóricos como Sophia de Mello Breyner e Octavio Paz. Segundo Haroldo de Campos, é “um dos maiores poetas da Iugoslávia e figura marcante no cenário poético internacional". 

## Biografia
Vasko Popa surgiu na literatura da Iuguslávia na década de 1950, após o período em que a literatura daquele país foi marcada pelos dogmas do chamado realismo socialista, no qual a tradição literária anterior foi rompida. 
Sua juventude foi marcada pela II Guerra Mundial, quando ele foi preso em um campo de concentração nazista (1943), por sua resistência ativa ao fascismo, tendo fugido para a Áustria e depois para a Iugoslávia.
Depois da guerra, trabalhou como editor principal na editoria "Nolit" em Belgrado. Teve maior impacto na promulgação de textos de jovens autores iugoslavos e de obras internacionais na Iugoslávia; entre outros, foi editor responsável pela publicação da tradução de "Ficciones", de Jorge Luis Borges, em 1963, uma das primeira traduções da obra do argentino na Europa.
Em 1975 conhece Octavio Paz, iniciando-se amizade e admiração mútua entre eles. Ambos participam de uma mesa redonda na Cidade do México, transmitida pela televisão, onde particpam também Elizabeth Bishop, Álvaro Mutis e Joseph Brodsky.
Em 1985, publica-se a primeira edição de poemas de Vasko Popa em língua castelhana, no qual Paz escreve um poema-prólogo intitulado "Imprólogo".
A obra de Popa consta de oito livros de poemas e está traduzida em, pelo menos, dezenove idiomas.

## A poética
Autor de uma poesia concisa, minimalista, seca, afastada de todo rebuscamento, parece ter sofrido influência da teoria poética de Maiakovski: elimina rimas tradicionais e medidas consagradas, empregando o chamado verso livre. Sendo sempre um trangressor da língua, também elimina todos os sinais de pontuação.
Como o poeta russo, repudia a imagem de uma poesia afastada da vida concreta, olhando para o poeta como homem que exerce um ofício.
Alguma crítica atual vê uma certa continuidade entre a sua obra e a de Momtchílo Nastássievitch, um obscuro poeta sérvio que não é e nunca foi muito estudado e valorizado, considerado hermético, mas muito respeitado por Vasko Popa, bem como por outros poetas sérvios contemporâneos.
Também retoma alguns dos temas mais frequentes da épica (oral) popular de sua origem, dando-lhes um novo tratamento. Seus textos giram em torno da atrocidade da guerra, o absurdo da vida humana, contendo, no entanto, grande energia e vitalidade. Em muitos poemas descreve a realidade rural de seu país, vista, como em toda a sua poesia, através de uma rica e substantiva imagística.
Tem sido comparado em vários estudos com Kafka e Beckett, como se vê na introdução feita por Ted Hughes de seus poemas completos traduzidos para o inglês, comparações rechaçadas por Octavio Paz.

## Os oito livros de poemas
- Casca (Ko-ra, 1953)
- O Campo do Desassossego (Nepocin-Polje, de 1956)
- Paracéu (Sporedno Nebo, 1968)
- A Terra Ereta (Uspravna Zemlja, 1972)
- Sal Lupino (Vucja Só, 1975)
- Carne Viva (Zivo Mesó, 1975)
- A Casa no Meio do Caminho (Kuca nasred druma, 1975)
- Corte (Rez, 1981)

## Obra inconclusa
- Gvozdeni sad